# ماردر
ماردر (بالألمانية: Marder) وهو الاسم الألماني لحيوان الدلق هي مركبة جنود مدرعة ألمانية الصنع، تعمل في الجيش الألماني وهي السلاح الرئيسي لقوات المشاة المؤللة من عقد 1970 إلى الوقت الحالي. وطورت العربة المدرعة في إطار إعادة بناء صناعة المركبات المدرعة في ألمانيا، وأثبتت مركبة ماردر كفاءة تصميمها. في البداية ضمت المركبة عدة مزايا خاصة، مثل المدفع الرشاش الآلي بالكامل والسطح الخلفي وفتحات على الأجناب ليطلق منها الجنود النيران، أزيلت هذه الخصائص أو عدلت في التحديثات اللاحقة ليصبح التصميم أكثر حداثة (حيث نقل المدفع الرشاش ليصبح على محاور، ولحمت فتحات إطلاق النار أو زيد تدريعها). تخطط الحكومة الألمانية لأن تحل مركبة بوما الأحدث محل ماردر في القوات المسلحة الألمانية.
طلبت القوات المسلحة الألمانية حوالي 2,100 مركبة من طراز ماردر في أوائل عقد 1970، ولم تباع المركبة لأي دولة أجنبية. وعندما شرع الجيش الألماني في إحالة بعض المركبات القديمة خارج الخدمة، وافقت الحكومة التشيلية على الاستحواذ على 200 مركبة، وفكرت حكومة اليونان في شراء 450 مركبة محالة لخارج الخدمة الألمانية. استخدمت الأرجنتين إصدارًا مبسطًا ومصنعًا محليًّا، انظر دبابة الأرجنتين المتوسطة، ولدى الأرجنتين عدد من المركبات المبنية على منصة ماردر، والتي صنعتها هينشل وبنتها تامسي.

## المستخدمون
- ألمانيا: 390
- الأردن: سلمت وزيرة الدفاع الألمانية أورسولا فون دير لاين 16 مركبة ماردر للأردن في ديسمبر 2016 في إطار مبادرة رفع المستوى الموجهة للدول الموثوق بها في مناطق الأزمات.[2]
- تشيلي: 280.[3]
- إندونيسيا: 50.[4][5][6]
- اليونان، قُرر تسليم 40 وحدة من مدرعات ماردر لليونان في مقابل أن يسلم هذا البلد نفس العدد من مدرعات سوفيتية الصنع إلى أوكرانيا.[7]

### مستخدمون مستقبليون
- أوكرانيا، بعد محادثة هاتفية بين المستشار أولاف شولتس والرئيس الأمريكي جو بايدن، أعلنت برلين أنها ستدعم أوكرانيا بمدرعات ماردر.[8]